# Epanycles imperialis
Epanycles imperialis är en fjärilsart som beskrevs av Walker 1854. Epanycles imperialis ingår i släktet Epanycles och familjen björnspinnare. Inga underarter finns listade i Catalogue of Life.